# روني بيدفورد
روني بيدفورد (بالإنجليزية: Ronnie Bedford)‏ هو عازف جاز أمريكي، ولد في 2 يونيو 1931 في بريدجبورت في الولايات المتحدة، وتوفي في 20 ديسمبر 2014 في باول في الولايات المتحدة.

## وصلات خارجية
- روني بيدفورد على موقع ميوزك برينز (الإنجليزية)
- روني بيدفورد على موقع أول ميوزيك (الإنجليزية)
- روني بيدفورد على موقع ديسكوغز (الإنجليزية)